# John Milton Hay
John Milton Hay (Salem, Indiana, 8 de octubre de 1838 - Newbury, Nuevo Hampshire, 1 de julio de 1905) fue un político, escritor, historiador, poeta, periodista e hispanista estadounidense, secretario de Estado entre septiembre de 1898 y julio de 1905, durante las presidencias de William McKinley y Theodore Roosevelt.

## Biografía
Estudió en la Universidad de Brown (Providence, Rhode Island). En 1858 pasó a trabajar en el bufete de su tío en Springfield (Illinois). Durante la guerra de Secesión sirvió de 1860 a 1865 como ayudante de su amigo John Nicolay, secretario privado de Abraham Lincoln. Juntos acumularon materiales para después escribir la biografía del presidente. Posteriormente sirvió en las embajadas estadounidenses, siendo secretario de la de París (1865-7) y de la de Madrid (1867-8), y encargado de asuntos en Viena (1868-70). De 1870 a 1876 fue editor del New York Tribune; en este periodo también publicó libros de viajes, como Días castellanos (1871) sobre sus experiencias en España, y Baladas del condado de Pike (1871); luego fue primer subsecretario de Estado con el presidente Rutherford B. Hayes desde 1879 hasta 1881; elaboró entonces los materiales de sus dos grandes obras sobre el presidente Lincoln, Abraham Lincoln: una historia (10 vols., 1890) y Abraham Lincoln, Obras completas (1894). Fue luego embajador en Reino Unido durante dos años (1897-1898) y, de 1898 hasta su muerte, secretario de Estado de Estados Unidos, primero con el presidente William McKinley y luego con Theodore Roosevelt. En tal cargo le cupo un importante rol en las negociaciones para conseguir la construcción del canal de Panamá y, por otra parte, entablar negociaciones de paz con España (1898) finalizada la guerra. Defendió un programa de libertad de comercio con China frente a Rusia y Japón (1899) y, durante la rebelión Bóxer, declaró que su país apoyaría la integridad territorial y administrativa de China. Su política de amistad con Inglaterra logró de esta que reconociera la influencia de Estados Unidos en Panamá y Alaska, lo que se verificó a través del Tratado Hay-Pauncefote, firmado en 1901 con el embajador británico en EE. UU, lord Julian Pauncefote, por el que se permitió la construcción del canal de Panamá a EE. UU., con la ayuda luego de otros tratados complementarios: Tratado Herrán-Hay (1903) y Tratado Hay-Bunau Varilla (1903); como tras la derrota en 1898 España había renunciado el gobierno de las islas Filipinas en manos de Estados Unidos, se logró afianzar el dominio de los Estados Unidos en el océano Pacífico. En total, Hay negoció durante su carrera política más de cincuenta tratados.
Martín García Mérou le dedica uno de sus Estudios americanos (F. Lajouane, 1900) y aparece como personaje en la novela de Ian Gibson La berlina de Prim (2013)

## Obras
- Abraham Lincoln: A History (con John G. Nicolay), 1890, 10 vols.
- The Breadwinners (1883)
- Castilian Days  ("Días castellanos", 1875)
- Pike County Ballads and Other Poems ("Baladas del condado de Pike y otros poemas", 1871)
- Poems (1890).
- Edición de Abraham Lincoln, Obras completas (2 vols., 1894).